# نوكتيليوكا
نوكتيليوكا حيوان بحري ميكروسكوبي دقيق يعيش هائماً في البحار بالقرب من الشواطئ. وهو عبارة عن كتلة جيلاتية شفافة (عديمة اللون) دائرية الشكل. يتراوح قطرها من 1– 5 ملم. جسم الحيوان مغطى بجليد سميك، وله سوط واحد قصير وسميك يعرف باللامسة المخططة striated tentacle وسوط آخر طويل ورفيع.
والكتلة البروتوبلازمية للحيوان تتميز إلى جزئية رئيسيين:-
بروتوبلازم يحتوي على بروتوبلازم مركزي والذي يدعمه خيوط بروتوبلازمية دقيقة. لحيوان نوكتيليوكا فم خلوي cytostome يؤدي إلى بلعوم خلوي قصير short cytopharnyx كما أن له سوطان، احدهما طويل ورفيع وهو يمثل السوط المستعرض، والسوط الآخر عبارة عن لامسة مخططة striated tentacle وهي قصيرة وسميكة. أما نواة فهي تقع في الشق الطولي (الأخدود) وهكذا فإن كلاً من السوط والفم الخلوي والنواة تعرف بالكتلة المركزية القطبية central polar mass.
تعتبر نوكتيلوكا من قديرة الاسواط ذاتية الإضاءة luminescent، وهي المسؤولية عن إصدار الإضاءة الفوسفورية phosphorescence في المياه الشاطئية للمحيطات.